# کلاتور (سالم)
کلاتور (به انگلیسی: Kolathur) یک منطقهٔ مسکونی در هند است که در بخش سیلم (هند) واقع شده‌است. کلاتور ۱۲٬۷۴۸ نفر جمعیت دارد.